# Gambia
|  | Mente du Gambiafloden, der løber igennem Republikken Gambia? |
Gambia (en: The Gambia; officielt Republikken Gambia, en: Republic of The Gambia) er en republik i Vestafrika. Landet er med cirka 10.000 kvadratkilometer landareal (og 1.300 km² vand) det mindste på det afrikanske fastland, og det har cirka 1,7 millioner indbyggere.Landet strækker sig fra sin atlanterhavskyst i vest cirka 290 kilometer østpå ind i landet langs begge af den 1.130 kilometer lange Gambiaflods breder. Af Gambias 820 kilometer landegrænse består de 80 kilometer af kyst ud til Atlanterhavet i vest og er ellers omkranset af landegrænse til Senegal mod nord, øst og syd. Landets hovedstad hedder Banjul og havde i 2003 34.828 indbyggere. Det lave indbyggertal i hovedstaden skyldes, at denne er beliggende på en ganske lille ø, der dog er forbundet med fastlandet via broer. På fastlandet nær hovedstaden bor der flere hundrede tusinde.
Gambia var en britisk koloni indtil 1965, da landet blev selvstændigt.

## Etymologi
Der er ingen enkelt anerkendt teori omkring oprindelsen af navnet "Gambia", men flere bud eksisterer:
Der er i historiske kilder mange forskellige navne – "Cambra", "Gambra", "Gambu", "Guabu" og "Gambra" – men alle har de noget til fælles. Samtlige navne har roden "gam" eller "cam", hvor begge kommer fra malinke. Suffikser er mere varierede, hvor "-bu" henviser til landet Kabu, mens "-bea" og "-bra" henviser til floden. Delen "-r-" i sidstnævnte suffiks stammer måske fra wolof "-bur", et muligt lån til malinkesproget fra daværende nærliggende Jollof, hvilket betyder "konge". Dette danner basis for idéen om, at "Gambia" oprindeligt kommer af "Gambura", som betyder "kongens sted".
Den første gang man ser navnet på skrift er i europæiske optegnelser. De europæiske opdagere var optaget af at lave nøjagtige kort, hvortil de behøvede stednavn og navne på floder – noget de ofte fik fra lokalbefolkningen. Den første europæer i Gambia, Alvise Cadamosto, besøgte området i 1455 og 1456 og benævnte området såvel som floden "Gambra" eller "Cambra". I begyndelsen af 1500-tallet beskrev Duarte Paccehao Pereirea Gambiafloden som grænsen mellem det nordlige Jollof og det sydlige "Guambe" eller Guabu på malinke. I 1552 rapporterede Jao de Barros, at portugiserne kaldte floden for "Gambea", men lokalbefolkningen kaldte den "Guabu". Ifølge Richard Jobson blev floden i 1632 kaldt både "Gambra", "Gamba" og "Gambia" alt afhængig af, hvem man spurgte. Med de mange forskellige navne herskede der dog tvivl om, hvorvidt de skulle tillægges Gambiafloden eller malinkeimperiet Kaabu eller evt. begge.
Ifølge fortællinger mundtligt overleveret af grioter – dvs. vestafrikanske historiefortællere m.m. – opstod navnet, da portugisere gik i land på James Island, og kongen af Niumi sendte budbringere for at tage imod dem. Da budbringeren Kambi Manneh bliver spurgt om stedet navn, skal han have svaret "Mit navn er Kambi" og derved givet oprindelse til navnet "Gambia".

## Historie
Gambiaflodens opland, der senere skulle blive nutidens Gambia, var, så vidt vides, oprindeligt beboet af folkeslaget diola og fra 1200-tallet var det under Maliriget, hvor området var beboet af bl.a. fulani, wolof og malinke. Sidstnævnte indvandrede i 1300-tallet med islam og oprettede små riger langs floden samt stod for organisering af handel. I 1455 opdagede den portugisiske Alvise Cadamosto Gambiafloden, hvilket førte til, at der var flere handelsstationer, engageret i handel med guld, elfenben og især slaver, i slutning af 1400-tallet, mens Maliriget mistede kontrollen over området og gik under. Denne handel foregik med lokale magthavere og europæiske købmænd fra Portugal, Holland og Storbritannien; de forskellige involverede førte dog til interne konflikter blandt europæerne. I 1588 købte Storbritannien rettighederne til handel efterfulgt af det britiske Fort James på en ø i floden i 1660. Frankrig oprettede dog selv en handelsstation på nordbredden nær Albreda med strid imellem Frankrig og Storbritannien til følge, indtil Storbritannien endelig fik retten til det meste af området i 1783, mens Frankrig fik området omkring Albreda.
Briterne administrerede Gambia fra Sierra Leone, bortset fra perioden 1843-1866, og slavehandel blev forbudt af Storbritannien i 1807. I 1816 blev Bathurst (den nuværende hovedstad Banjul) oprettet for at håndhæve slaveforbuddet og for at kontrollere indsejlingen ad Gambiafloden. I 1857 blev Albreda også britisk, men yderligere ekspansion var ikke muligt, da Frankrig allerede ekspanderede i Senegal. Storbritannien prøvede til gengæld at bytte Gambia væk, men dette lykkedes ikke, da handelsinteresser i Storbritannien og Gambia var imod. I 1888 ophørte administrationen fra Sierra Leone, og i 1889 blev der skrevet en traktat, der fastlagde landets grænser. I 1894 blev Gambia da et selvstændigt britisk protektorat. Efter 2. Verdenskrig fik Gambia yderligere selvbestemmelse, og flere partier blev oprettet. Partiet Protectorat People's Party (PPP; senere Progressive People's Party) blev dannet i 1959 under ledelse af Dawda Jawara, som nogle år senere blev landets premierminister, da det fik selvstændighed d. 18. februar 1965. I 1970 omdannedes Gambia til en republik – stadig del af Commonwealth of Nations – og Jawara blev præsident.
Gambia fik et godt forhold til Senegal, hvilket resulterede i, at Senegal afværgede et kupforsøg i 1981, og at de to lande i 1982 indgik Konføderationen Senegambia. Denne blev dog opløst i 1989 pga. uenighed, og i stedet blev der indgået en venskabs- og samarbejdsaftale i 1991. I juli 1994 lykkedes det dog en gruppe af yngre officerer ledet af Yahya Jammeh at vælte Jawara ved et ublodigt kup, mens forfatning og politiske partier blev afskaffet, og Jammeh blev præsident. Efter et mislykket kupforsøg i januar 1995 lovede Jammeh demokrati til 1996, hvor der da også blev afholdt valg til en femårig periode, og Jammeh vandt. Han blev genvalgt i 2001 og 2006 – sidstnævnte årstal var også året for en flygtningestrøm på tusinder af senegalesere til Gambia pga. væbnede kampe mellem Senegals militær og senegalesiske oprørere i Casamance-provinsen. I 2011 blev Jammeh endnu engang genvalgt, men han er blevet beskyldt for valgsvindel samt undertrykkelse af medier og politisk opposition.

## Politik

### Politiske system
Gambias politiske system er sikret i forfatningen. Yahya Jammeh (præsident siden 1994) var oprindeligt militærdiktator siden statskuppet i 1994, men han lod landet overgå til civilt styre med præsidentvalget i 1996 og op til dette blev den nye forfatning udarbejdet, der trådte i kraft i 1997. Præsidenten vælges ved direkte valg og er landets statsoverhoved, regeringsleder samt udøvende magt og øverstbefalende for landets væbnede styrker.
Den lovgivende magt ligger derimod hos Nationalforsamlingen, landets parlament, som består af 48 direkte valgte repræsentanter og 5 repræsentanter udpeget af præsidenten. Ansvarlig over for både Nationalforsamlingen og præsidenten er regeringen, der udpeges af præsidenten. Valgperioderne for både præsident og parlamentsmedlemmer er på fem år, men der er ikke begrænsning på genvalg.
Den dømmende magt ligger hos retssystemet, hvor præsidenten de facto har magten over samtlige udnævnelser af dommere. Retspraksis er en blanding af det britiske og det traditionelle og danner grundlag for landets love. Hos familieret kan islamisk lov anvendes.

### Politiske partier
Politiske partier eksisterede under Dawda Jawara, men blev opløst, da Yahya Jammeh tog magten. Med forfatningen af 1997 blev partier dog igen tilladt. Det førende parti er Alliancen for Patriotisk Nyorientering og Opbygning (Alliance for Patriotic Reorientation and Construction; APRC), det kontrolleres af Jammeh og støttes af militæret. I opposition står bl.a. Det Nationale Forsoningsparti (National Reconciliation Party; NRP) og Det Forenede Demokratiske Parti(United Democratic Party; UDP). I 2006 gik fire oppositionspartier sammen og dannede Den nationale Alliance for Demokrati og Udvikling (National Alliance for Democracy and Development; NADD), men pga. uenighed blev alliancen splittet i 2007, da de to største partier forlod den. Oppositionen er generelt relativt svag over for Jammehs parti, og sikkerhedsstyrker kan finde på at chikanere og arrestere modstandere.

### Udenrigspolitik
Da Yahya Jammeh tog magten blev det fordømt af de vigtigste bistandsydere EU, USA, Japan og Storbritannien og flere af dem standsede deres støtte. I stedet søgte landet nu kontakt til Taiwan, Libyen og Cuba, og især Taiwan skulle vise sig som en ny vigtig bistandsyder. Skønt det civile styre er udlandsrelationerne ellers stadig anstrengt pga. præsidentens magtudøvelse – til gengæld har landet nære relationer til de engelsktalende eks-kolonier Liberia, Sierra Leone og Nigeria.
Senegal har Gambia fået et bedre forhold til efter at have holdt afstand siden opløsningen af Senegambia i 1989 og har fungeret som mægler i konflikten mellem den senegalesiske regering og oprørsbevægelsen MFDC i Cadamance-provinsen – dette på trods af tidligere senegalesiske beskyldninger om gambisk støtte til MFDC. De to lande har også indgået samarbejdsaftaler med det formål bl.a. at bekæmpe smugleri af fx narkotika og våben samt øge samhandlen.

### Præsidentvalget 2006
Præsidentvalget i 2006 fandt sted i kølvandet på en række begrænsninger i de liberale friheder. 2000-tallet har været præget af flere rapporter om krænkelser af menneskerettighederne såsom chikane af anderledes tænkende og begrænset ytringsfrihed. Ved et suppleringsvalg til Nationalforsamlingen i oktober 2005 vandt NADD 3 ud af 4 pladser, men i november samme år blev tre oppositionsledere arresteret for "samfundsomstyrtende virksomhed". I marts det følgende år blev en gruppe officerer anholdt, da de angiveligt skulle have planlagt et kupforsøg, hvilket førte til domme i august på ti års fængsel for ti personer, og 20 år i arbejdslejr for endnu tre. Umiddelbart op til valget kørte myndighederne yderligere en hetz på landets medier, så flere oppositionsvenlige aviser måtte lukke, alt imens sikkerhedsstyrkernes repræsentanter udtalte støtte til Jammeh. Med et fredeligt valg godkendt af observatører fra Commonwealth of Nations, på trods af beskyldningen om valgsvindel fra oppositionen, blev resultatet,, at 67% af stemmerne gik til Yahya Jammeh, mens Quisainou Darboe fra UDP fik 27%, og NADD's kandidat Halifa Saliah fik 6%.

## Administrativ inddeling
Gambia er delt op i fem regioner (regions) og to kommuner (municipalities) i form af byen Banjul og Kanifing Municipal., som udgør Banjuls vestlige forstæder med op til en halv million indbyggere (december 2017). Regioner er delt op i distrikter (districts).
| Region               | Forkortelse | Kode | Forvaltningssæde | Landareal i km² | Indbyggere |
| -------------------- | ----------- | ---- | ---------------- | --------------- | ---------- |
| Greater Banjul Area  | GBA         | B    | Banjul           | 88              | 460.906    |
| Lower River Region   | LRR         | L    | Mansa Konko      | 1618            | 75.595     |
| Central River Region | CRR         | M    | Janjanbureh      | 2895            | 205.342    |
| North Bank Region    | NBR         | N    | Farafenni        | 2256            | 181.228    |
| Upper River Region   | URR         | U    | Basse Santa Su   | 2070            | 202.546    |
| West Coast Region    | WCR         | W    | Brikama          | 1764            | 574.967    |
|                      |             |      |                  | 10.691          | 1.700.584  |

## Geografi
Gambias geografi er præget af Gambiafloden, som løber igennem hele det 300 km lange land, der er det mindste på det afrikanske fastland. Da Senegal ligger på omkring det meste af Gambia, går en transgambisk hovedvej igennem Gambia med færgeoverfart ved byen Soma. Tæt på nordbredden ligger landsbyen Juffure kendt fra romanen "Rødder - en sort families saga" skrevet af Alex Haley i 1977. Nær floden er der pga. tidevand for salt til at dyrke noget, men selve flodsletten, der er præget af marskland og mangroveskove, er, hvor det er muligt, næsten fuldstændig anvendt til rismarker. Størstedelen af Gambias areal er dog flad savanne, hvor træer og buske vokser. Hovedstaden Banjul ligger på en ø i Gambiaflodens udmunding med forstæder, der breder sig mod vest og turistområdet ved kysten. Kysten er syd for floden 50 km lang med brede strande og kokospalmer, og ved den findes også fiskerlandsbyer – fx Ghana Town hvor ghanesiske indvandrere tørrer og ryger fisk.

## Natur

### Dyreliv
Gambia har varieret dyreliv tilpasset bl.a. savanne, flod og træer – tidligere dyrearter tæller tigre, bøfler, elefanter og giraffer.

#### Floden
I Gambiafloden findes der bl.a. gambiske oddere, nært beslægtet med fiskeodder, og disse lever af fugle, rotter padder og skaldyr, men især fisk. Odderne jager om natten og bor i huler i flod- eller søbrinker, men også flodbunden kan bruges som skjulested.
Ved siden af odderen findes også den almindelige sumpmangust, der er kendetegnet ved at have en grønlig ryg med tværbånd. Mangusten jager ligesom odderen ved at dykke efter skaldyr og padder, men kan også befinde sig i trækroner. Mangusten udmærker sig bl.a. ved, hvis angrebet, at være i stand til at dræbe en slange ved at knuse slangens hoved med tænderne.
Som et af de større dyr lever flodheste i floden; især i den øvre del findes den almindelige flodhest, men det er også muligt at finde den sjældne dværgflodhest, der er oprindeligt hjemmehørende i Gambia og Vestafrika generelt. Denne særlige flodhest æder om natten og er altid nær vandet pga. fare for udtørring af dens tynde hud. Den findes i begrænset antal og er i risikozonen for at uddø.
Blandt de udelukkende vandlevende pattedyr tæller søkoen af slægten manat, der lever af vandplanter såsom ålegræs, som den kan gribe en dens kløftede overlæbe.
En anden af flodens beboere er deltadelfinen, som er normal at se ved rejser på floden.
Et af de betydningsfulde krybdyr – og Gambias eneste større floddyr, der ikke er et pattedyr – er krokodillen, der er repræsenteret af nilkrokodillen og den mere sjældne bredsnudede krokodille. Dog er bestanden siden 2. verdenskrig dalet pga. jagt motiveret af krokodillernes værdifulde skind.

## Klima
Gambias klima er tropisk med tilhørende regntid fra juni til oktober ved kysten og fra april til september i indlandet. Nedbøren når på henholdsvis over 4000 mm og o. 800 mm. Landets klima er dog også varieret med tørt og varmt indland i forhold til kystområderne. Uden for regntiden rammes visse områder af tør ørkenvind kaldet harmattan.

## Økonomi
Gambias økonomi støttes i ringe grad de få naturlige ressourcer, og landet er således nødt til at få penge på anden vis. Landbruget står for 1/3 af BNP og holder 3/4 af befolkning beskæftiget – det er dog under halvdelen af landets frugtbare jord, der er opdyrket. En relativt lille industri forarbejder fisk, jordnødder og skind, mens 1/5 af BNP'et i 2011 kom fra turistsektoren. Turismen er støttet af regeringen og private investorer med økoturisme og moderne faciliteter og bygger på en smuk natur samt en relativ nærhed til Europa, hvorfor den blev skadet i forbindelse med den europæiske økonomiske krise. Økonomien suppleres desuden af penge, som gambiere i udlandet sender hjem.

### Turisme
Turismen er Gambias største kilde til udenlandsk valuta, og tusinder er ansat inden for turistsektoren. Turismen består hovedsageligt af europæiske charterrejser fra Skandinavien og Storbritannien, hvorfor størstedelen af indtægterne dog går ud af landet. Turisterne tiltrækkes ikke så meget af naturen inde i landet, men af strandene og byen Juffure, hvor der årligt afholdes Roots-festival for personer af afrikansk oprindelse.

## Uddannelse
Gambias uddannelsessystem går fra den tidlige barndom med primær uddannelse op til højere uddannelse, men mange børn er nødt til at blive hjemme for at hjælpe til med husholdning og landbruget eller går i koranskole i stedet. Det laveste er den private førskole for de 3-7-årige efterfulgt af en grundskole på seks år. Dette er den eneste gratis del af uddannelsessystemet, men er ikke obligatorisk og i 1992 havde den et elevtal på 69% med en lille overvægt af piger. Efter grundskolen kommer den 3-årige mellemskole, der har et elevtal på 22% (1992) med en stor overvægt af drenge, og derefter den 3-årige high school, som næsten kun er privat. Elevtallet er på o. 1%, men der er erhvervsuddannelser som alternativ. Videregående uddannelser findes i form af bl.a. læreruddannelsen, og fra 1999 har University of The Gambia udbudt universitetsuddannelser.
Sproget i uddannelsessystemet er det officielle sprog engelsk, men på de yngste klassetrin anvendes et gambisk sprog.
Kvindelige personer, både kvinder og piger, har en lav social status, og der er mangel på kvalificerede lærere.
På trods af uddannelsessystemet hersker der høj analfabetisme, der er blevet anslået til o. 60% i 2006. Analfabetismen er dog blevet reduceret ved voksenuddannelse støttet af bl.a. Danida, og analfabetismen var i 1990 således oppe på over 70% for befolkningen over 15 år.

## Infrastruktur
Centralt i Gambias infrastruktur ligger Gambiafloden, der er farbar for mindre både helt op til 200 km inde i landet. Langs floden er der veje og det muligt at krydse den flere stedet vha. bilfærger. Det gælder fx den transgambiske hovedvej, der forbinder Senegals dele, og som bl.a. består af færgeoverfarten ved Soma. Hovedstaden Banjul fungerer som trafikknudepunkt for internationale godsskibe og tæt på Banjul ligger landets eneste lufthavn, hvor man kan finde det nationale luftfartsselskab Gambia International Airlines. Jernbaner findes ikke i landet.

## Demografi
Den største etniske gruppe i Gambia er malinke, der udgør knap 50% af befolkning. De andre tæller fulani, wolof og diola samt nogle mindre grupper, og alle etniciteter findes også i de tilstødende dele af Senegal. Malinke er traditionelt beskæftiget i landbruget, fulani i kvægavl og wolof i handel, men pga. en vedvarende urbanisering er denne fordeling ved at ændre sig, og i dag bor ca. 25% i kystområdet omkring Banjul og Serekunda. Gambia er et af Afrikas tættest befolkede lande.

## Kultur

### Sprog
Engelsk er officielt sprog i Gambia. Det forstås af de fleste uddannede gambiere og tales af 50% af befolkningen,
.

Derudover tales ca. 10 forskellige stammesprog:
- 40% af befolkningen taler malinke,[38]
- 25% fulani
- 15% wolof.
- Øvrige sprog er: Serer-Sine, Sarahole, Pulaar, Maninkakan, Mandjaque, Mandingo, Jola-Fonyi og Aku.

De fleste af dem tilhører den niger-kordofanske sprogæt. Indtil i hvert fald sidst i 1970'erne havde de nævnte og andre stammesprog dog ikke noget skriftsprog, og derfor anvendtes kun engelsk til skriftlig kommunikation; i tilfælde af manglende læse- og skrivekundskaber, hvilket er udbredt i Gambia (se Uddannelse-afsnittet), er der folk, der udbyder oplæsning og nedskrivning af breve. Pga. udbredelsen af engelsk parret med de ikke altid fejlfri engelskkundskaber blandt gambierne, kan der opstå blandingsudtryk. Denne form for gebrokkent engelsk benævnes gamblish.
Der tales endvidere fransk langs grænseområderne til Senegal samt i Basse og Fatoto.
Mungo Park beskrev i sin bog Rejser i Afrika fra 1797, hvordan man tæller til ti på de lokale stammesprog.

### Religion
Den dominerende religion i Gambia er islam, der kom til området allerede i 1000-tallet. I løbet af 1700 og 1800-tallet blev størstedelen af befolkningen muslimsk og i dag er op mod 90% af gambierne muslimer. Muslimerne fejrer hvert vinterhalvår den religiøse fest tobaski.
De resterende religioner repræsenteret i landet er animisme, som bl.a. jolafolket følger, og kristendom i form af katolicisme, anglikanisme og metodisme. Aku-folket er tilhængere af metodisme. De kristne står ved juletid for musikere og parader med papirsbåde båret på raffia-platforme.

### Medier
Gambia råder over flere forskellige medier. Der findes en række gambiske aviser, hvoraf den private Daily Observer og statslige The Gambian Daily er de eneste dagligt udkommende. Derudover kontrollerer regeringen Gambia Radio and Television Services, der sender på flere af landets forskellige sprog.
Skønt tilstedeværelsen af privat presse er der flere restriktioner, idet alle medier skal registreres og betale forholdsvis høje afgifter. Dertil kan journalister fængsles og få indbo beslaglagt i tilfælde af "ærekrænkelse", og præsidentens livgarde og hemmelige politi kan true og arrestere kritikere. I 2004 blev den meget regeringskritiske Deyra Hydara – der var chefredaktør for avisen "The Point", formand for det gambiske journalistforbund og korrespondent for det franske nyhedsbureau AFP – myrdet, og der er udbredt mistanke om politiske motiver, skønt morderen ikke er blevet fundet. Ifølge Reportere uden Grænser er situationen efterfølgende kun blevet værre, og i 2006 gik mange journalister i landflygtighed, mens min. ti blev arresteret. De hårde kår har yderligere ført til udbredt selvcensur.

### Musik
Gambia har en lang tradition inden for både musik og dans, og kunstformerne er gerne til stedet ved fx familiesammenkomster. Populære instrumenter tæller balafon, kora, djembe og tama.

### Senegambiske stencirkler
De senegambiske stencirkler er en samling præhistoriske gravfelter etableret mellem år 300 f.Kr. og 1500-tallet. Der findes omkring 1.000 sådanne stencirkler, hver bestående af fra 10 til 24 sten, indenfor et 100 km bredt område langs 350 km af Gambiafloden, i alt et område på 39.000 km². Stencirklerne findes både i Gambia og i Senegal.
Den største koncentration af cirkler findes i Djalloumbéré, med mere end 1.000 sten i 52 cirkler. Et udvalg på fire af de mest koncentrerede samlinger af stencirkler blev i 2006 erklæret som et verdensarvsminde: Sine Ngayène og Wanar i Senegal og Wassu og Kerbatch i Gambia. Ved landbyen Wassu findes også et museum.
Hver cirkel kan bestå af mellem 10 og 24 sten og står normalt i en cirkelform, selv om et kendt anlæg er V-formet. Stenene er af laterit og er fra 1 til 2,5 meter høje.
Funktionen og formålet er ikke klarlagt, men udgravninger tyder på, at der er menneskegrave under stenene. UNESCO siger, at det store antal anlæg afspejler, at der må have eksisteret en ressourcestærk, velorganiseret og langvarig samfundsstruktur.